# Блатия
 Тази статия е за растението.  За областта в Македония вижте Блатия (област).  
Блатия (Lythrum) е род покритосеменни растения от семейство Блатиеви (Lythraceae).

## Видове
- Lythrum alatum
- Lythrum californicum
- Lythrum curtissii
- Lythrum flagellare
- Lythrum hyssopifolia
- Lythrum junceum
- Lythrum lineare
- Lythrum maritimum
- Lythrum ovalifolium
- Lythrum paradoxum
- Lythrum portula
- Lythrum salicaria – Обикновена блатия
- Lythrum thymifolia
- Lythrum tribracteatum
- Lythrum virgatum – Пръстена блатия